# The Horse in Motion

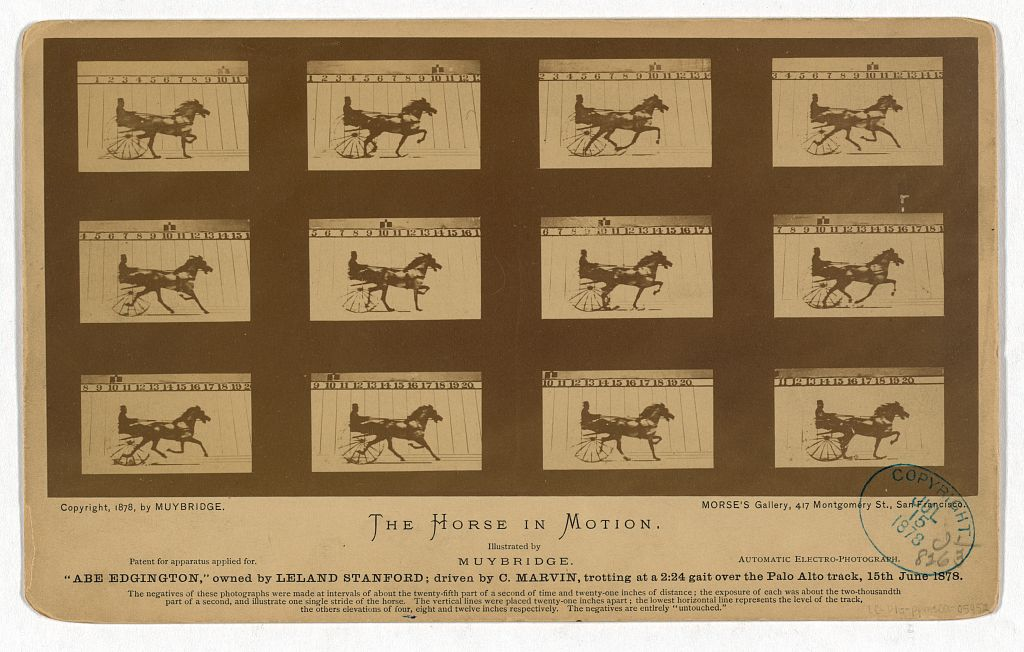
"Abe Edgington", de propriedade de Leland Stanford, conduzido por C. Martin, trotando em uma marcha de 2:24 sobre a pista de Palo Alto, em 15 de junho de 1878

The Horse in Motion (em tradução livre, "O Cavalo em Movimento") é uma série de cartões cabinet criada pelo fotógrafo inglês Eadweard Muybridge, incluindo seis cartões que mostram uma série sequencial de seis a doze "eletrofotografias automáticas", representando o movimento de um cavalo. À partir de 1880, Muybridge iniciou a projeção de versões pintadas em movimento de suas gravações, utilizando-se de seu zoopraxiscópio, no que são consideradas as primeiras exibições cinematográficas conhecidas.
Muybridge tirou estas fotos em junho de 1878. Um sétimo cartão reimprimia a única imagem do cavalo "Occident", de propriedade de Leland Stanford, trotando em alta velocidade, já publicada por Muybridge em 1877. Esta série de fotografias e os experimentos posteriores podem ser considerados passos importantes no desenvolvimento dos filmes e no surgimento do cinema.
Foi Stanford, industrial, ex-governador da Califórnia e apaixonado por cavalos, quem encomendou o trabalho de Muybridge, interessado na análise da marcha do animal. O objetivo do projeto era determinar se um cavalo trotador levanta completamente todos os cascos do chão durante a marcha; a essa velocidade, o olho humano não pode interromper a ação. As fotografias mostraram que todas as quatro patas estão, de fato, às vezes simultaneamente, fora do chão. Mostraram ainda que, quando galopam, isso ocorre quando os pés são "reunidos" sob o corpo, e não quando os membros anteriores e posteriores são "estendidos", como às vezes retratado em pinturas mais antigas.

## Os Cartões

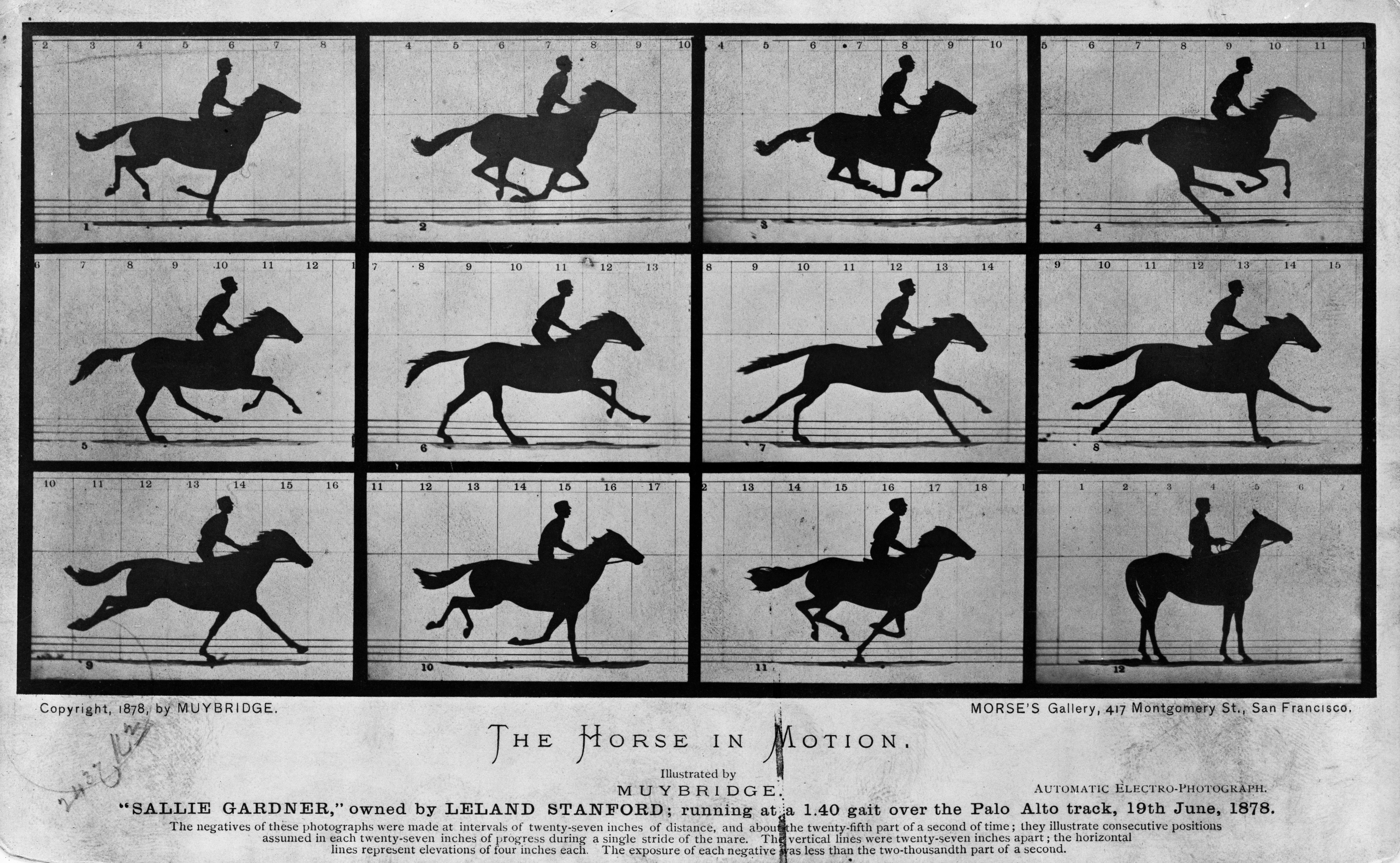
Cartão com "Sallie Gardner", em uma edição alterada de 1879

Os cartões foram publicados pela galeria Morse's, em San Francisco, e protegidos por direitos autorais em 1878.
| Títulos | Frames | Data       | Chapa |
| --- | ------ | ---------- | ----- |
| "Abe Edgington", de propriedade de Leland Stanford, conduzido por C. Martin, trotando em uma marcha de 2:24 sobre a pista de Palo Alto, em 15 de junho de 1878.   | 12     | 15-06-1878 | 34    |
| "Abe Edgington", de propriedade de Leland Stanford, trotando em marcha de 8 minutos pela pista de Palo Alto, em 18 de junho de 1878.                              | 8      | 18-06-1878 | 28    |
| "Abe Edgington", de propriedade de Leland Stanford, conduzido por C. Martin, andando em uma marcha de 15 minutos pela pista de Palo Alto, em 18 de junho de 1878. | 8      | 18-06-1878 | 8     |
| "Mahomet", de propriedade de Leland Stanford, montado por G. Domm, galopando a 8 minutos de caminhada pela pista de Palo Alto, em 17 de junho de 1878.            | 6      | 17-06-1878 | 16    |
| "Sallie Gardner", de propriedade de Leland Stanford, montado por G. Domm, correndo a uma marcha de 1:40 sobre a pista de Palo Alto, em 19 de junho de 1878.       | 12     | 19-06-1878 | 43    |
| "Occident", de propriedade de Leland Stanford, conduzido por C. Martin, trotando em uma marcha de 2:20 sobre a pista de Palo Alto, em 20 de junho de 1878.        | 12     | 20-06-1878 | 35    |

(Os números das placas referem-se às versões publicadas por Muybridge em "The Attitudes of Animals in Motion", de 1881)

Existem várias edições dos cartões com algumas diferenças notáveis. Uma edição de 1879 do cartão "Sallie Gardner" tem as imagens bastante editadas para renderizá-las como contornos escuros puros, com linhas retas e números claros como fundo, em vez do fundo fotográfico original.
Uma versão de "Abe Edgington" em uma marcha de 2:24 apareceu com o título "O passo de um cavalo trotando" em vez de "O cavalo em movimento", com data de 11 de junho de 1878 em vez de 15 de junho, e "sobre a pista de corrida de Stanford, em Menlo Park" em vez de "sobre a pista de Palo Alto".
Os cartões também foram lançados na Alemanha como Das Pferd em Bewegung, e na França como Les Allures du Cheval.

## Desenvolvimento

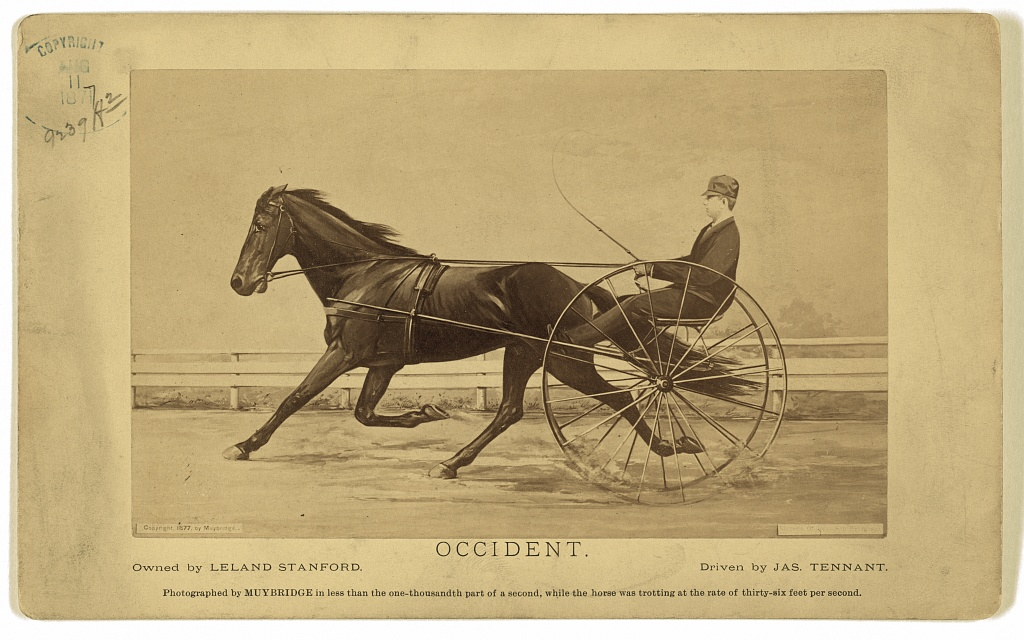
"Occident", Propriedade de Leland Stanford. Dirigido por Jas. Tennant. (Cartão de 1877)

Leland Stanford tinha uma grande fazenda na qual criava, treinava e corria com os dois cavalos da raça Standardbreds, usada para corridas de trote guiados por um condutor em um sulky, e puros-sangues, montados por jóqueis e que corriam a galope. Ele estava interessado em melhorar o desempenho de seus cavalos de ambos os tipos, bem como nas questões científicas de sua ação na marcha.
Muybridge foi contratado em 1873, quando Stanford queria uma fotografia de seu trotador favorito, "Occident", em ação. Inicialmente, Muybridge acreditava que era impossível obter uma boa imagem de um cavalo em movimento total mas, depois de algumas tentativas fracassadas, conseguiu um resultado satisfatório.
Em julho de 1877, ele tentou resolver a dúvida de Stanford sobre o galope dos animais com uma série de fotografias únicas e progressivamente mais claras de "Occident" marchando em velocidade de corrida. no Union Park Racetrack, em Sacramento, Califórnia. Ele capturou o cavalo em uma fotografia com os quatro pés do chão. Uma das impressões foi enviada à imprensa local da Califórnia mas, como descobriram que o negativo do filme havia sido retocado, os descartaram. Como o retoque de negativos era uma prática comum e aceitável à época, a fotografia valeu um prêmio para Muybridge na décima segunda exposição industrial de San Francisco. Os slides das fotografias do cavalo trotador sobrevivem.
No ano seguinte, Stanford financiou o próximo projeto de Muybridge: usar várias câmeras para fotografar um puro-sangue a galope na fazenda de Stanford, em Palo Alto, em 15 de junho de 1878, na presença da imprensa. Muybridge fotografou a égua Sallie Gardner correndo.

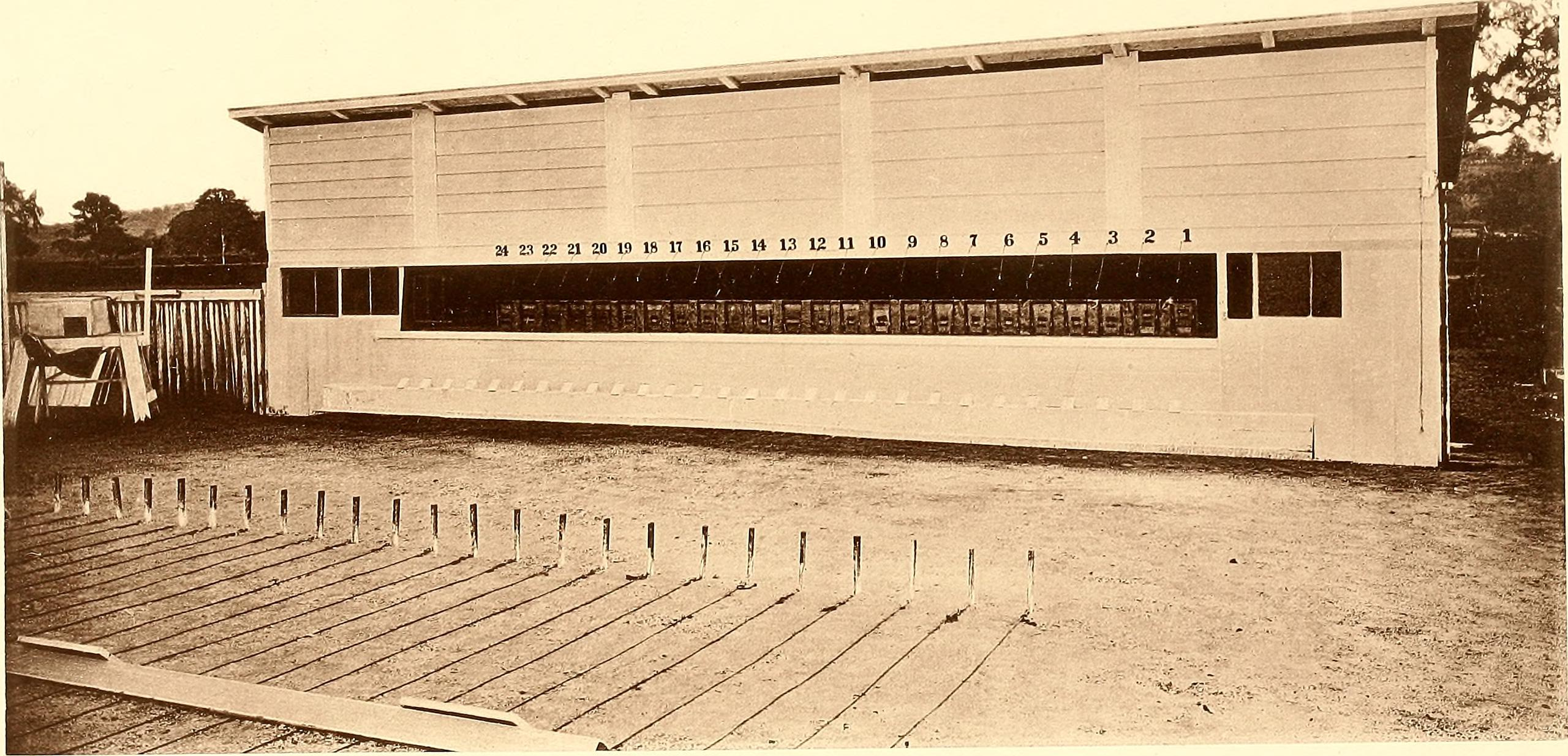
Arranjo de Muybridge de 24 câmeras para fotografia instantânea

Ele havia organizado as câmeras ao longo de uma trilha paralela ao caminho da égua. Muybridge usou 24 câmeras separadas por 27 polegadas (69 cm) Os obturadores eram controlados por fios de disparo acionados pelas pernas do animal. As fotografias foram tiradas sucessivamente a cada 1/25 segundos, com as velocidades do obturador calculadas em menos de 1/2000 segundos. O jóquei G. Domm fez com que a égua viajasse a uma velocidade de 1:40, o que significava que ela estava galopando a uma milha por 1 minuto e 40 segundos, equivalente a 58 km/h.
As fotografias mostraram que a égua levantou as quatro patas do chão em determinados pontos durante o galope. Muybridge produziu os negativos no local; quando a imprensa notou as tiras quebradas na sela de Sallie nos negativos, eles se convenceram da autenticidade das impressões.

## Resultados
As imagens de dois dos cartões foram recriadas como uma gravura para a capa da edição da Scientific American de 19 de outubro de 1878.

Uma animação da série de fotos

Um cavalo galopando diferente, Annie G., animado em 2006, usando a "chapa 626" publicada na "Animal Locomotion" de Muybridge em 1887

Em 1880, Muybridge iniciou a projeção de versões pintadas em movimento de suas gravações, utilizando-se de seu zoopraxiscópio. A primeira destas projeções ocorreu em uma apresentação na Escola de Belas Artes da Califórnia, sendo considerada a primeira exibição cinematográfica conhecida. Mais tarde, ele se encontrou com Thomas Edison, que havia inventado recentemente o fonógrafo. Edison inventou também o cinetoscópio, o precursor da câmera de filme.
O relacionamento entre Muybridge e Stanford tornou-se turbulento em 1882. Stanford encomendou o livro The Horse in Motion: as Shown by Instantaneous Photography, escrito por seu amigo e médico pessoal JDB Stillman e publicado pela Osgood and Company. O livro alegava apresentar fotografias instantâneas mas, na realidade, trazia 100 ilustrações baseadas nas fotografias de Muybridge. Muybridge não foi sequer creditado no livro, exceto uma citação como funcionário de Stanford e em um apêndice técnico baseado em um relato que ele havia escrito. Como resultado, a Royal Society of Arts, da Grã-Bretanha, que anteriormente se ofereceu para financiar estudos fotográficos de Muybridge sobre o movimento de animais, retirou a proposta. Seu processo contra Stanford para obter crédito sobre o trabalho foi resolvido fora dos tribunais.
Muybridge logo ganhou apoio para dois anos de estudos sob os auspícios da Universidade da Pensilvânia. A universidade publicou seu trabalho atual e anterior como um extenso portfólio de 780 chapas de fototipia, sob o título Animal Locomotion: An Electro-photographic Investigation of Consecutive Phases of Animal Movements, 1872–1885. As chapas de fototipia mediam 19 por 24 polegadas, cada uma contida em quadros de 36 por 36 polegadas; o número total de imagens foi de aproximadamente 20.000. As placas publicadas incluíam 514 homens e mulheres em movimento, 27 chapas de movimento anormal masculino e feminino, 16 crianças, 5 chapas de movimento de mão de adultos masculinos e 221 com animais.
O experimento "Sallie Gardner" foi objeto de um doodle do Google em 9 de abril de 2012, em comemoração ao 182º aniversário de Muybridge.